# Коалиция без ЛДП и КПЯ
«Коалиция без ЛДП и КПЯ» (яп. 非自民・非共産連立政権) — японский политический термин, обозначающий принцип, в соответствии с которым все умеренные политические силы страны должны сформировать большую коалицию, которая исключала бы правоконсервативную и неолиберальную Либерально-демократическую партию, а также стоящую на еврокоммунистических позициях Коммунистическую партию. Получил значительную поддержку перед парламентскими выборами 1993 года в связи с громкими коррупционными скандалами вокруг ЛДП и попытками КПЯ на фоне охватившего после распада СССР кризиса международного коммунистического движения повысить свою поддержку за счёт привлечения левоцентристского электората.
На основе этого принципа были сформированы два состава Кабинета министров страны:
- Правительство под председательством[англ.] Морихиро Хосокава (1993—1994) в составе Новой партии, Партии обновления[англ.], Социалистической партии, партии Комэйто[англ.], Партии демократического социализма, Новой партии Сакигакэ[англ.] и Социалистической демократической федерации[англ.][3].
- Правительство под председательством[англ.] Цутому Хата (1994) в составе Партии обновления, партии Комэйто, Новой партии, Партии демократического социализма и Лиги либеральных реформ.

Противоречия, раздиравшие правящую коалицию, неспособность её членов сформировать устойчивое правительство большинства, а также падение популярности её партий и рост рейтингов ЛДП после проведённых антикоррупционных чисток позволили либеральным демократам договориться с Социалистической партией и вернуться к власти — сначала в составе коалиционного правительства под председательством социалиста Томиити Мураямы, а после победы на парламентских выборах 1996 года — сформировав однопартийное правительство во главе с Рютаро Хасимото.
Впоследствии принцип «без ЛДП и КПЯ» лёг в основу формирования Демократической партии Японии, в состав которой влилось большинство политических противников ЛДП.